# Pınar Öğün

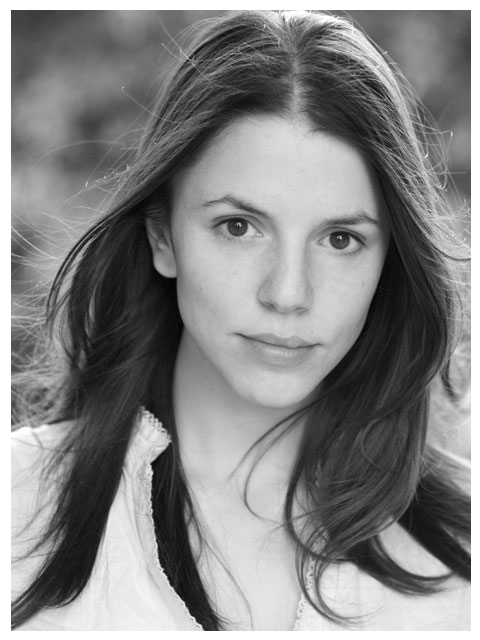
Pınar Öğün

Ayşe Pınar Öğün (* 20. August 1984 in Istanbul) ist eine türkische Schauspielerin.

## Biografie
Öğün wurde am 20. August 1984 in Istanbul geboren. Sie ist tscherkessischer Abstammung. Sie studierte an der Bilkent-Universität. Ihr Debüt gab sie 2004 in dem Film Eğreti Gelin. 2006 war sie in dem Film Das Netz 2.0 zu sehen.
2009 heiratete sie den türkischen Schauspieler Memet Ali Alabora. Anschließend bekam Öğün 2010 in der Fernsehserie Türkan die Hauptrolle. Unter anderem wurde sie 2013 für die Serie Kapalı Devre gecastet. Das Paar ließ sich 2021 scheiden.

## Filmografie
Filme
- 2004: Eğreti Gelin
- 2006: Das Netz 2.0
- 2008: Resurrecting the Street Walker
- 2009: Ayna
- 2013: Kapalı Devre

Serien
- 2004: Hayalet
- 2010: Türkan